# Ketzin/Havel
Ketzin/Havel è una città di 6 758 abitanti del Brandeburgo, in Germania.

Appartiene al circondario della Havelland.

## Geografia fisica
La cittadina sorge circa a metà strada fra Brandeburgo sull'Havel (a 25 km) e Potsdam. Da Berlino dista circa 20 km e nei pressi del suo territorio comunale scorre il fiume Havel.

## Storia
La fondazione della città di Ketzin risale all'anno 1197. Riguardo alle frazioni, Tremmen venne fondata nel 1167 e Falkenrehde nel 1282.

Nel territorio comunale è esistito anche un insediamento ebraico chiamato Knoblauch (dal tedesco: aglio), scomparso nel 1967 per far posto ad un gasometro.
Nel 2003 vennero aggregati alla città di Ketzin i comuni di Falkenrehde, Tremmen e Zachow.

## Società

### Evoluzione demografica
- Sviluppo della popolazione dal 1875 entro gli attuali confini (Linea Blu: Popolazione; Linea puntata: Confronto dello sviluppo della popolazione dello Stato del Brandenburgo; Sfondo grigio: Ai tempi del governo nazista; Sfondo rosso: Al tempo del governo comunista)
- Sviluppo recente della popolazione (Linea blu) e previsioni

| Anno | Abitanti |
| ---- | -------- |
| 1875 | 6 320    |
| 1890 | 7 699    |
| 1910 | 7 804    |
| 1925 | 6 808    |
| 1933 | 7 000    |
| 1939 | 6 896    |
| 1946 | 10 297   |
| 1950 | 10 149   |
| 1964 | 7 821    |
| 1971 | 8 031    |
| 1981 | 7 008    |

| Anno | Abitanti |
| ---- | -------- |
| 1985 | 6 883    |
| 1989 | 6 614    |
| 1990 | 6 488    |
| 1991 | 6 419    |
| 1992 | 6 444    |
| 1993 | 6 432    |
| 1994 | 6 450    |
| 1995 | 6 416    |
| 1996 | 6 368    |
| 1997 | 6 338    |

| Anno | Abitanti |
| ---- | -------- |
| 1998 | 6 402    |
| 1999 | 6 405    |
| 2000 | 6 442    |
| 2001 | 6 471    |
| 2002 | 6 504    |
| 2003 | 6 503    |
| 2004 | 6 487    |
| 2005 | 6 541    |
| 2006 | 6 483    |
| 2007 | 6 488    |

| Anno | Abitanti |
| ---- | -------- |
| 2008 | 6 448    |
| 2009 | 6 403    |
| 2010 | 6 405    |
| 2011 | 6 379    |
| 2012 | 6 405    |
| 2013 | 6 389    |
| 2014 | 6 355    |
| 2015 | 6 412    |
| 2016 | 6 474    |
| 2017 | 6 503    |

| Anno | Abitanti |
| ---- | -------- |
| 2018 | 6 498    |
| 2019 | 6 530    |
| 2020 | 6 595    |

Fonti dei dati sono nel dettaglio nelle Wikimedia Commons..

## Geografia antropica
Appartengono alla città di Ketzin/Havel le frazioni (Ortsteil) di Etzin, Falkenrehde, Paretz, Tremmen e Zachow.